# Maria Hilf (Frankfurt am Main)

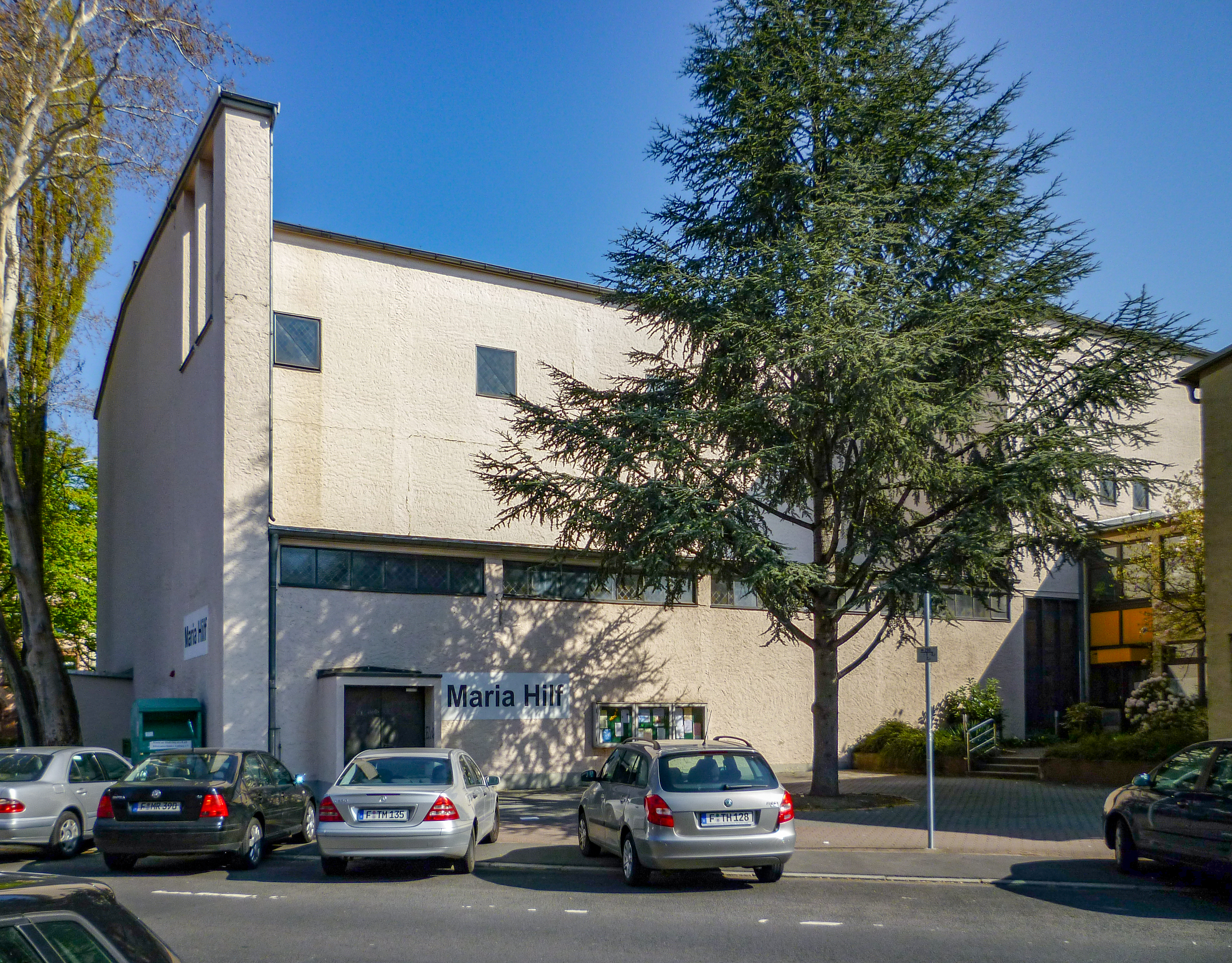
Maria Hilf

Maria Hilf ist eine Kirche und eine römisch-katholische Kirchengemeinde in Frankfurt am Main, im Stadtteil Gallus.

## Kirchengebäude
Das Kirchengebäude liegt an der Ecke Frankenallee / Rebstöcker Straße. Die Postanschrift der Gemeinde lautet Rebstöcker Straße 70, 60326 Frankfurt.

### Das Bauwerk

#### Vorgängerbauten
Am 17. Dezember 1933 wurde im Arbeiter-Stadtteil Frankfurt-Gallus eine Pfarrkirche zur „Mutter von der immerwährenden Hilfe“ geweiht. Architekt war Martin Weber. Erster Geistlicher war Pfarrvikar Franz Schaller, der seit 1924 als Kaplan in der Mutterpfarrei Sankt Gallus wirkte. In der Nacht zum 13. September 1944 wurde die Kirche während der Luftangriffe auf Frankfurt am Main von Fliegerbomben getroffen und brannte aus. Die Gottesdienste fanden anschließend in einem Notraum statt, der sich als zu klein erwies.
Der Architekt Udo von Schauroth unterbreitete nach dem Zweiten Weltkrieg einen Plan für eine Erweiterung des Notraumes, der auch die Billigung des Bauamtes fand. Mit den Arbeiten wurde 1946 begonnen, die zum großen Teil durch Gemeindemitglieder in freiwilliger Selbsthilfe geleistet wurde. Der Plan sah nominell eine Erweiterung der Notkirche vor und wurde so auch von der Behörde genehmigt. In Wirklichkeit aber handelte es sich um einen Neubau. Das Geld dafür kam ausschließlich durch Spenden und Veranstaltungen zu Gunsten des Kirchenbaus zusammen. Das Baumaterial wurde zum großen Teil aus den Trümmern zerstörter Häuser gewonnen. Außerdem wurde der Bau durch das Hessische Ministerium für Wiederaufbau unterstützt. Der erste Gottesdienst konnte in der neuen Kirche am Palmsonntag 1947 gefeiert werden. Offiziell geweiht wurde sie am 15. Mai 1947. Aber auch diese erweiterte Notkirche erwies sich bald als unzureichend.

#### Heutiges Gebäude

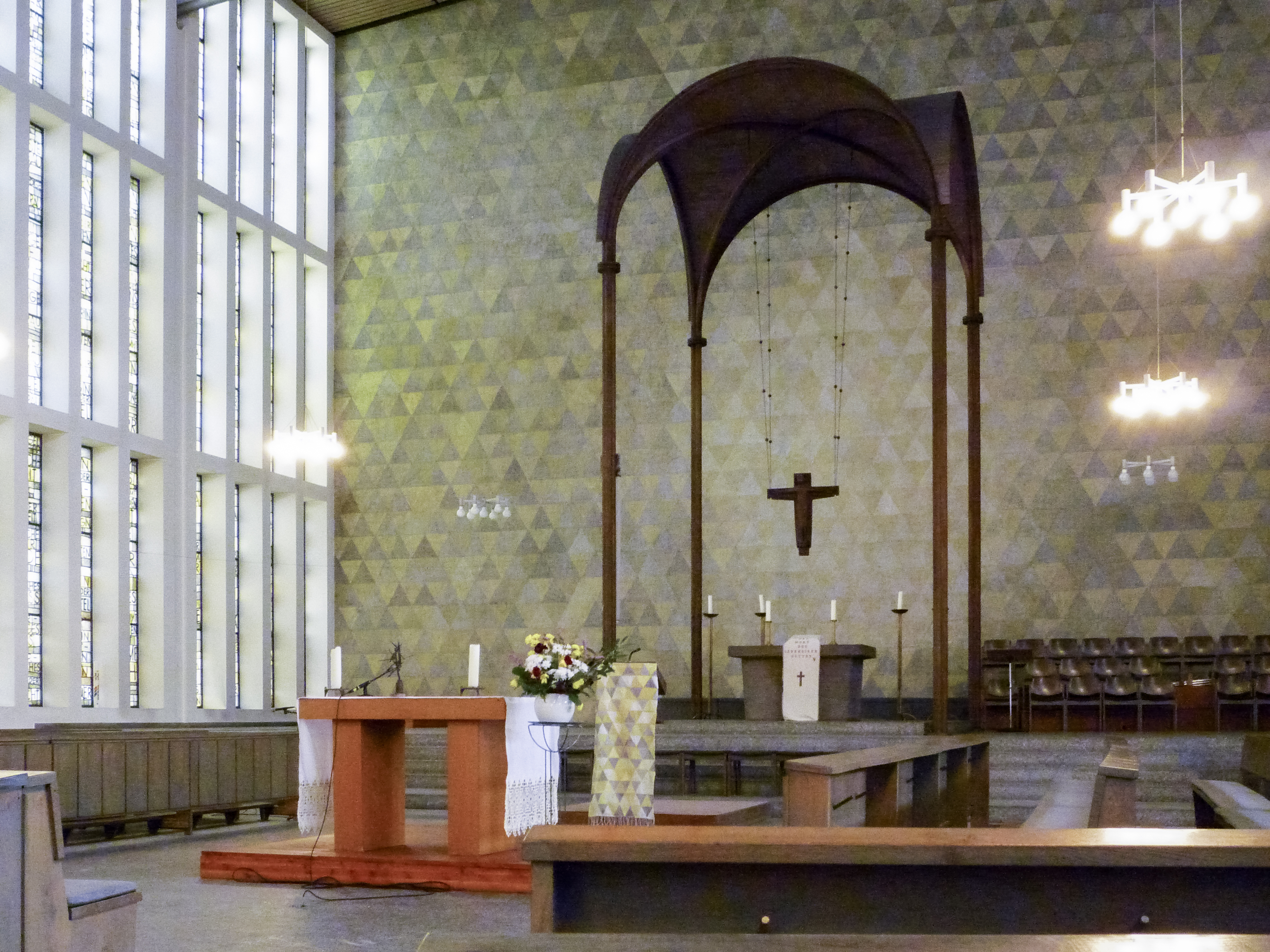
Altarraum und Chorwand

Am 20. August 1950 wurde daher der Grundstein für einen Kirchenneubau gelegt. Die Architekten Alois Giefer und Hermann Mäckler planten ihn und führten ihn durch. Damit entstand das heutige Kirchengebäude. Es konnte am 3. Mai 1951 durch den Bischof des Bistums Limburg, Wilhelm Kempf, geweiht werden. Auch dieser dritte Kirchenbau ist davon geprägt, dass die Gemeinde Maria Hilf keine reiche Gemeinde ist. So ist der Glockenstuhl der Kirche bis heute ohne Geläut geblieben.
Städtebaulich nimmt das Gebäude die Traufhöhen der umliegenden Wohnbebauung auf; das flache Satteldach vermittelt zwischen den umliegenden Gebäuden mit Satteldächern und Flachdächern.
Der Hauptraum ist einschiffig und wird über einen Teil seiner Länge im Süden durch ein viel niedrigeres Seitenschiff begleitet. Dessen Ostende ist zugleich die Sakramentskapelle. Der Altarbereich im Hauptschiff ist um einige Stufen erhöht, der Hochaltar selbst, unter einem Baldachin (Ciborium) platziert, nochmals um eine Stufe angehoben. Dieses Arrangement ist allerdings seit der Liturgiereform nach dem Zweiten Vatikanischen Konzil funktionslos geworden. Zwischen 1970 und 1980 wurde der Volksaltar in das Zentrum des Hauptschiffs der Kirche verlegt, der Taufstein aus dem hinteren Bereich des Seitenschiffes an den Altar vorgezogen und die Kanzel abgebaut. In der ursprünglichen Anordnung symbolisierten im Seitenschiff – vom dortigen Seiteneingang aus betrachtet – die Stationen Taufstein, Beichtkapelle und Tabernakel im dortigen Altarbereich die Abfolge der entsprechenden Sakramente.
Im November 1954 wurde das Bauwerk gemeinsam mit anderen Neubauten von einer Jury, die vom Bund Deutscher Architekten und dem Hessischen Minister der Finanzen einberufen war, als „vorbildlicher Bau im Lande Hessen“ ausgezeichnet. Der Jury gehörten die Architekten Werner Hebebrand, Konrad Rühl, Sep Ruf und Ernst Zinsser an. Das Bauwerk ist ein Kulturdenkmal nach dem Hessischen Denkmalschutzgesetz.

### Ausstattung

#### Chorwand
Die Bemalung der mächtigen Chorwand der Kirche wurde von Hans Leistikow, Professor an der Städelschule, entworfen: ein Muster von gegeneinander gesetzten Dreiecken bestimmt das Erscheinungsbild. Die Farbe Gold verweist auf die Anwesenheit Gottes im Raum. Die vielen Dreiecke als Gestaltungsprinzip können als Zeichen der Dreifaltigkeit gelesen werden, bilden aber auch ein Muster aus Davidsternen. Jedes Dreieck bildet auch immer wieder ein Teil neuer und größerer Dreiecke, was auf die Unendlichkeit Gottes hinweisen soll.

#### Chorfenster
Das große Chorfenster wurde 1955/56 ebenfalls von Hans Leistikow geschaffen. Gestaltungsprinzip des Fensters ist Schrift. Sie zeigt den Text der Lauretanischen Litanei. Hans Leistikow hatte zuvor Fenster für den Frankfurter Dom entworfen und dabei für zwei Seitenfenster schon eine grafische Gestaltung gewählt. Er knüpft dabei an das jüdische Bilderverbot an, das gerade die Schrift, also das geschriebene Wort, zur Grundlage des Glaubens machen wollte. Es ist aber auch der künstlerische Versuch, ohne Bild das Fenster rein aus grafischen Gegebenheiten zu gestalten.

#### Fenster der Werktagskapelle
Das Fenster der Werktagskapelle wurde 1980 von Johannes Schreiter, ebenfalls Professor an der Städelschule, entworfen. Damit schuf ein zweiter bedeutender künstlerischer Vertreter der Glasmalerei in Deutschland ein Fenster für Maria Hilf. Das von Schreiter auf einen golden erscheinenden Glasgrund gelegte Netz von Bleiruten wird von einer roten Farbbahn durchzogen. Dieses Muster soll darauf verweisen, dass die Gemeinde ihr Netz immer dichter knüpfen müsse. Der goldene Hintergrund verweist auf den Horizont Gottes, in dem Gemeinde sich ereignet, der rote Streifen auf das Blut Christi und auf alles Leiden in der Welt, Elemente die in die Gemeindebildung zu integrieren sind.

#### Orgel
Die Orgel wurde 1979 eingeweiht. Sie stammt von dem Orgelbauer Hugo Mayer. Zuvor stand hier eine Orgel aus der Orgelmanufaktur Klais, Bonn. Diese wurde in den Neubau der Orgel einbezogen und auf 34 Register erweitert.

#### Kreuz über dem Hochaltar
Das Kreuz über dem Hochaltar wurde 1951 von Hans Mettel, ebenfalls Professor an der Städelschule, geschaffen. Er vertrat wenige Jahre später Deutschland bei der ersten documenta. Das Bronzekreuz erinnert stilistisch an romanische Kreuze. Es zeigt den Gekreuzigten in der Haltung eines Königs, also als den auferstandenen Herren und Herrscher, den wiederkommenden Christus. Das Kreuz ist in dem mächtigen Baldachin (Ciborium) aufgehängt.

#### Kreuzweg
Der aus 15 Ölbildern bestehende Kreuzweg in der Kirche wurde von dem Frankfurter Künstler Herbert Heinisch geschaffen. Er war Gemeindemitglied. Zu den herkömmlichen 14 Kreuzwegstationen malte Heinisch eine weitere, nämlich die des leeren Grabes. Heimisch malte die Bilder mit sehr knappen Bildinhalten und wenigen Farben. Größe und Format der Bilder sind recht unterschiedlich. Auch die Hängung der Bilder soll die Spannung des Geschehens, Höhen und Tiefen ausdrücken. Ursprünglich hing der Kreuzweg an der Portalseite der Kirche. Das Kreuzigungsbild fand dabei ursprünglich über dem Hauptportal seinen Platz.

#### Marienbilder von Ruberval Monteiro da Silva
Die drei Marienbilder von Pater Ruberval Monteiro da Silva OSB, Brasilien, wurden Ende der neunziger Jahre der Ausstattung der Kirche hinzugefügt. Sie lehnen sich stilistisch an Ikonenmalerei an. Der Hintergrund der Bilder nimmt das Dreiecksmuster der Chorwand auf. Es handelt sich um ein Marienbild, eine Verkündigung und die Geburtsszene von Bethlehem.

## Gemeinde
Die Gemeinde Maria Hilf wurde mit der benachbarten Gemeinde St. Gallus zu einem „pastoralen Raum“ zusammengelegt.
Die Gemeinde stellt ihre Räumlichkeiten auch römisch-katholischen Gruppen zur Verfügung, die nicht unmittelbar zu der Gemeinde gehören und hier ihre Gottesdienste feiern. Dazu gehören
- verschiedene muttersprachliche Gemeinden
- eine Basisgemeinde
- das Projekt: schwul und katholisch in der Gemeinde Maria Hilf – eine christliche Gemeinschaft von und für Schwule, Lesben und Ihre Freundinnen